# Аль-Мустади Биамриллах
Абу́ Муха́ммад аль-Ха́сан ибн Ю́суф аль-Мустади́ Биамрилла́х (араб. المستضئ بأمر الله‎; 1142—1180) — багдадский халиф из рода Аббасидов (1170—1180).

## Биография
Сын халифа аль-Мустанджида и Джадды, умм аль-валад византийско-армянского происхождения.
Став халифом, был мудрым, набожным и справедливым человеком.
Как и его предшественники не обладал достаточной военной силой, чтобы реально править государством. Сохранял формальные полномочия халифа. Саладин, уничтожив халифат Фатимидов и заняв трон Египта, подтвердил свою преданность халифу и правил от его имени. В своё правление аль-Мустади снизил налоги, построил множество мечетей и школ. После смерти халифа в 1180 году власть перешла к его сыну Ахмаду ан-Насиру.